# Žinočyj Futbol'nyj Klub Lehenda
Lo Žinočyj Futbol'nyj Klub Lehenda (in ucraino жіночий футбольний клуб Легенда?), nota anche come ŽFK Legenda Černigov, è una società calcistica femminile ucraina con sede a Černihiv, capoluogo dell'omonima oblast'.
Gioca nella Žinoča Višča Liha, la massima serie del campionato ucraino femminile di calcio, del quale ha vinto sei edizioni, arrivando sette volte in seconda posizione e due volte al terzo posto. Club di vertice del campionato ucraino, la peggior posizione ottenuta in graduatoria è il sesto posto, rimediato durante il campionato del 1994. Nel 1989, nel campionato sovietico, il club raggiunse la sedicesima posizione.

## Storia
Nell'ottobre del 1987, Mychajlo Juščenko decide di fondare una squadra di calcio femminile presso la palestra "Polissja", che dà il nome alla squadra SK Polissja. Nei primi giorni di giugno 1988, la squadra cambia nome in Lehenda, prendendo parte a campionati amatoriali.

## Impianti Sportivi
Inizialmente le partite si giocano presso lo stadio Stadio Tekstilščik.  La squadra ha anche giocato nel Stadio di Černihiv, Stadio Lokomotiv, Centro sportivo Chimiki e nel Stadio Junist.

## Palmarès

### Competizioni nazionali
- Žinoča Višča Liha: 6

2000, 2001, 2002, 2005, 2009, 2010
- Coppa dell'Ucraina di calcio femminile: 4

2001, 2002, 2005, 2009

### Competizioni internazionali
- Italy Women's Cup: 1

2006

### Altri piazzamenti
- Žinoča Višča Liha:

Secondo posto: 1997, 1998, 1999, 2003, 2004, 2006, 2008, 2011, 2013, 2015
Terzo posto: 1992, 2007, 2014, 2016, 2017–18
- Coppa dell'Ucraina di calcio femminile:

Secondo posto: 1998, 1999, 2003, 2004, 2006, 2007, 2008, 2010, 2011, 2013, 2014, 2015, 2016, 2017–18
- Italy Women's Cup:

Secondo posto: 2005

## Statistiche

### Risultati nelle competizioni UEFA
| Stagione | Competizione     | Fase                         | Avversario         | Risultato | Risultato | Risultato |
| Stagione | Competizione     | Fase                         | Avversario         | andata    | ritorno   | aggregato |
| -------- | ---------------- | ---------------------------- | ------------------ | --------- | --------- | --------- |
| 2001-02  | Women's Cup      | fase a gironi                | Tolosa             | 0-1       | 0-1       | 0-1       |
| 2001-02  | Women's Cup      | fase a gironi                | Ayr United         | 1-1       | 1-1       | 1-1       |
| 2001-02  | Women's Cup      | fase a gironi                | Osijek             | 3-2       | 3-2       | 3-2       |
| 2003-04  | Women's Cup      | fase a gironi                | Maccabi Holon      | 4-0       | 4-0       | 4-0       |
| 2003-04  | Women's Cup      | fase a gironi                | FC United          | 2-0       | 2-0       | 2-0       |
| 2003-04  | Women's Cup      | fase a gironi                | Malmö FF Dam       | 0-3       | 0-3       | 0-3       |
| 2006-07  | Women's Cup      | fase a gironi, primo turno   | AEK Kokkinochorion | 4-0       | 4-0       | 4-0       |
| 2006-07  | Women's Cup      |                              | PAOK Salonicco     | 5-0       | 5-0       | 5-0       |
| 2006-07  | Women's Cup      |                              | Maccabi Holon      | 3-0       | 3-0       | 3-0       |
| 2006-07  | Women's Cup      | fase a gironi, secondo turno | Umeå               | 0-2       | 0-2       | 0-2       |
| 2006-07  | Women's Cup      |                              | Kolbotn            | 1-2       | 1-2       | 1-2       |
| 2006-07  | Women's Cup      |                              | Espanyol           | 0-5       | 0-5       | 0-5       |
| 2010-11  | Champions League | sedicesimi di finale         | Rossijanka         | 1-3       | 0-4       | 1-7       |
| 2011-12  | Champions League | gironi di qualificazione     | Swansea City       | 2-0       | 2-0       | 2-0       |
| 2011-12  | Champions League | gironi di qualificazione     | Progrès Niedercorn | 8-0       | 8-0       | 8-0       |
| 2011-12  | Champions League | gironi di qualificazione     | Apollōn Lemesou    | 1-2       | 1-2       | 1-2       |